# Bill Thomas (Politiker)

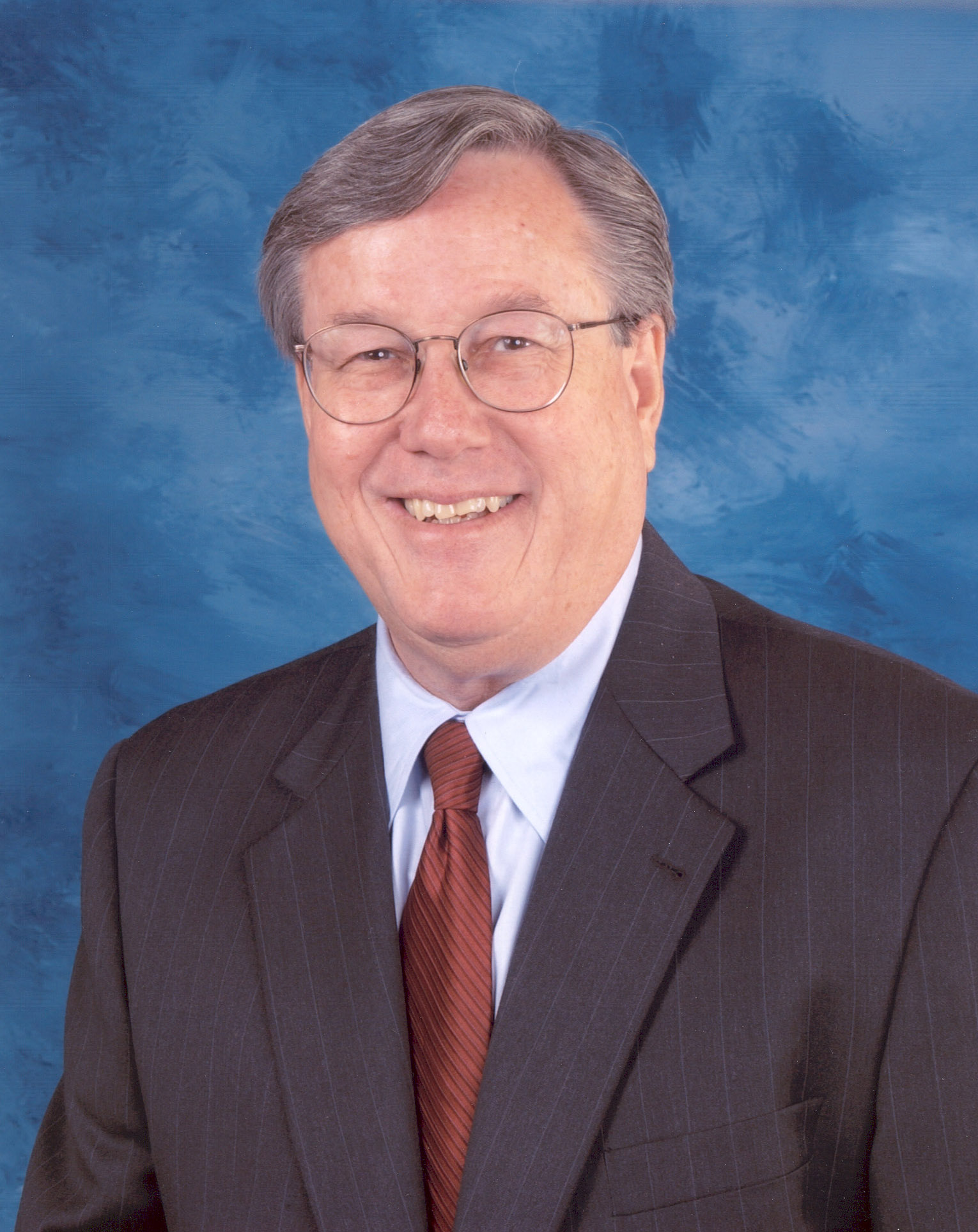
Bill Thomas

William Marshall „Bill“ Thomas (* 6. Dezember 1941 in Wallace, Shoshone County, Idaho) ist ein US-amerikanischer Politiker. Zwischen 1979 und 2007 vertrat er den Bundesstaat Kalifornien im US-Repräsentantenhaus.

## Werdegang
Bill Thomas besuchte bis 1961 das Santa Ana Community College und studierte danach bis 1965 an der San Francisco State University. Von 1965 bis 1974 gehörte er als Instructor der Fakultät des Bakersfield College an. Danach begann er als Mitglied der Republikanischen Partei eine politische Laufbahn. Von 1974 bis 1978 saß er als Abgeordneter in der California State Assembly.
Bei den Kongresswahlen des Jahres 1978 wurde Thomas im 18. Wahlbezirk von Kalifornien in das US-Repräsentantenhaus in Washington, D.C. gewählt, wo er am 3. Januar 1979 die Nachfolge des verstorbenen William M. Ketchum antrat. Nach 13 Wiederwahlen konnte er bis zum 3. Januar 2007 insgesamt 14 Legislaturperioden im Kongress absolvieren. Von 1983 bis 1993 vertrat er den 20. Distrikt seines Staates. Danach war er bis 2003 Abgeordneter für den 21. und dann für den 22. Wahlbezirk. Thomas war zwischen 1995 und 2001 Vorsitzender des Geschäftsordnungsausschusses; von 2001 bis 2007 leitete er das Committee on Ways and Means. In seine Zeit als Kongressabgeordneter fielen die Terroranschläge am 11. September 2001, der Irakkrieg und der Militäreinsatz in Afghanistan. 1992 war er in den Rubbergate-Skandal verwickelt.
Im Jahr 2006 verzichtete Thomas auf eine erneute Kandidatur. Er ist verheiratet und hat zwei erwachsene Kinder.